# Gómez II Suárez de Figueroa

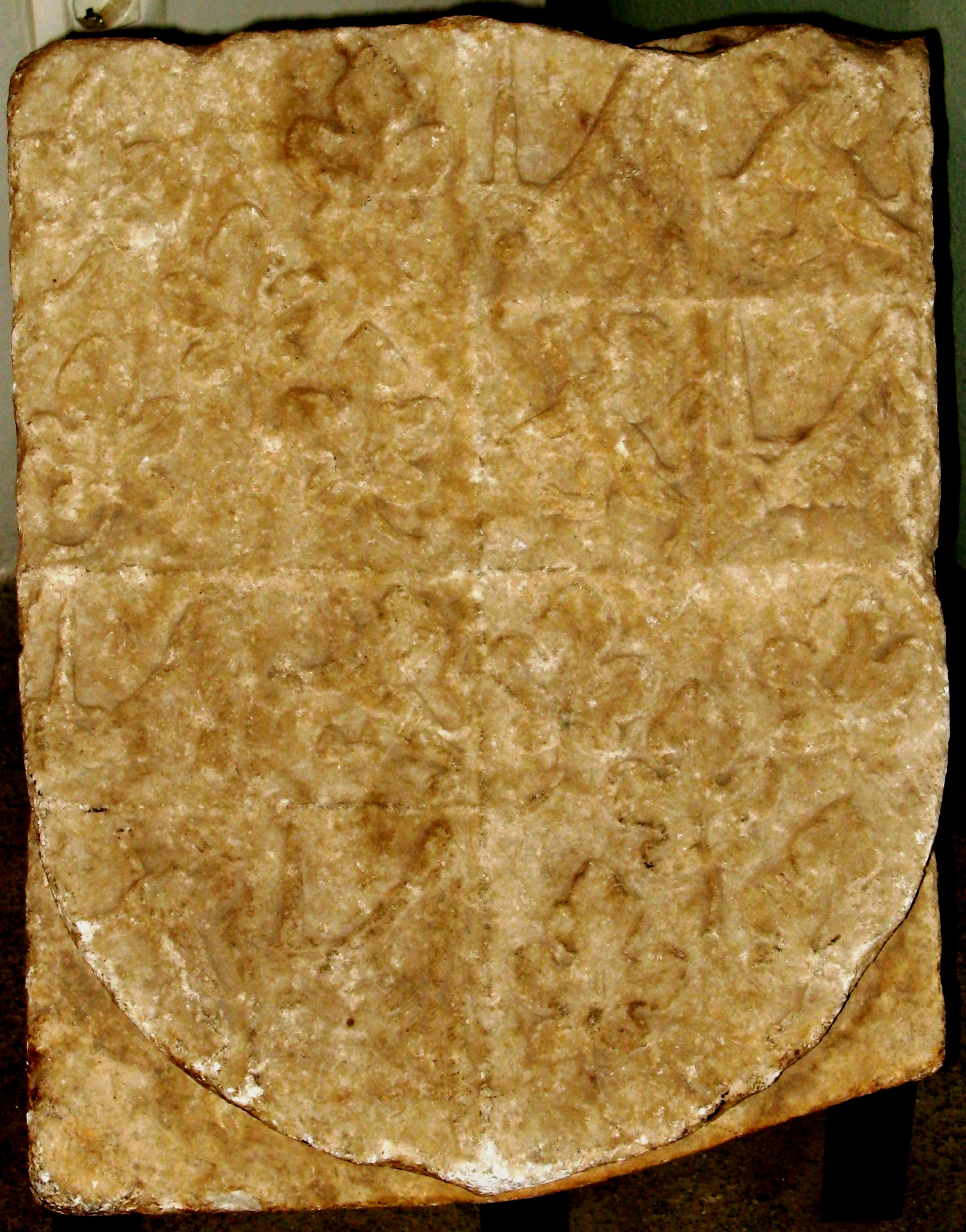
Armas del II Conde de Feria

Gómez II Suárez de Figueroa, II Conde de Feria (1461-1506), era hijo de Lorenzo II Suárez de Figueroa, I Conde de Feria. Gobernó el señorío durante un largo período (45 años), identificando a la Casa de Feria con la Baja Extremadura y desvinculándola de sus antiguas posesiones andaluzas, posesiones que vendió o intercambió por otras en Extremadura. Añadió a sus dominios las villas de Salvaleón en 1462 y Almendral, Torre de Miguel Sesmero y la Sierra de Monsalud en 1465.
Una de sus primeras obras fue la prosecución de reforma del castillo de Feria (Badajoz) iniciada por su padre. Asimismo, terminó el castillo de Nogales, realizó obras de remodelación en el alcázar de Zafra, mandó erigir el convento franciscano de San Benito en Zafra y reconstruyó el hospital de San Miguel siguiendo la voluntad de su difunta esposa Constanza Osorio.

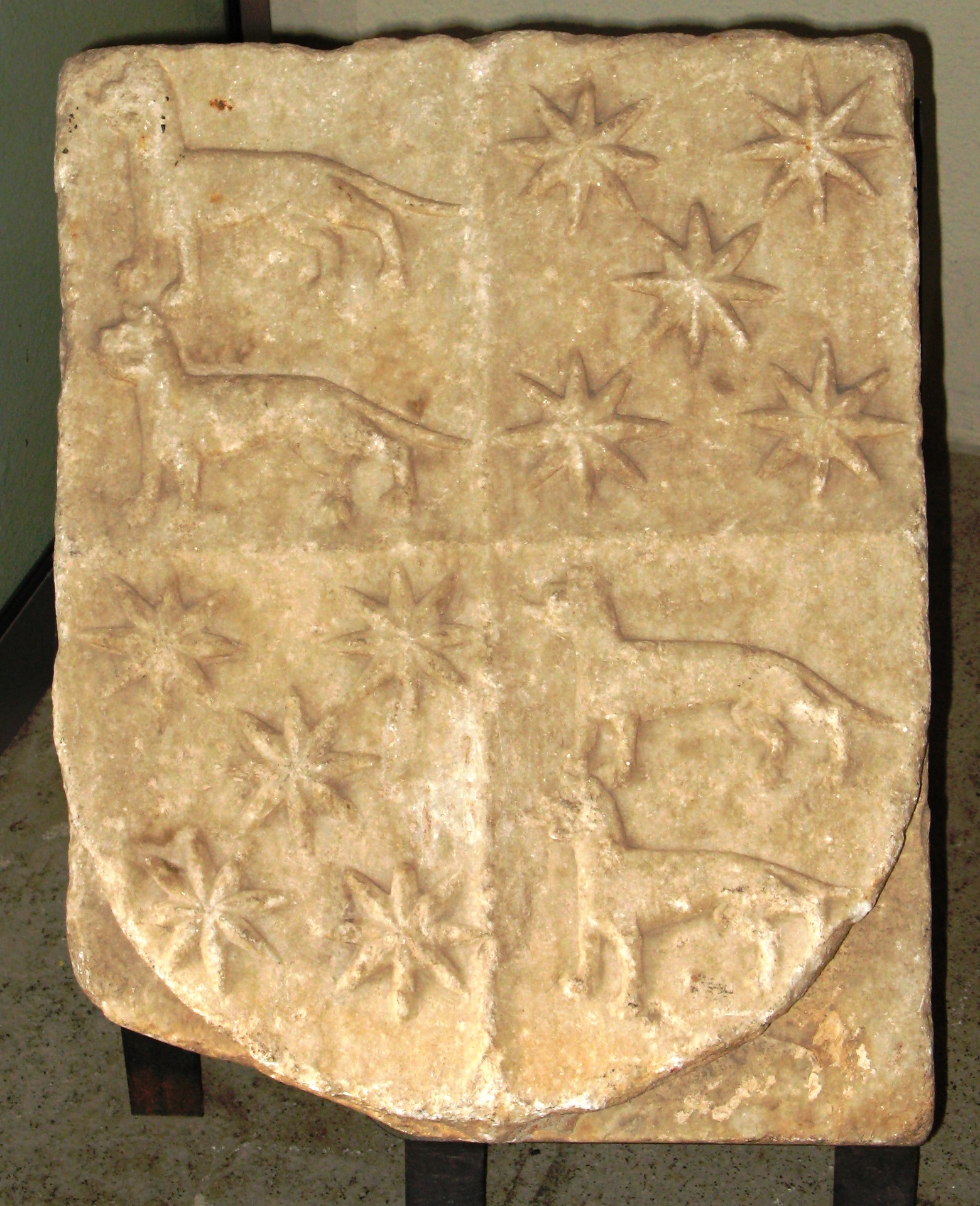
Armas de Constanza Osorio, II Condesa de Feria

Participó en la Guerra de Sucesión de Castilla tomando partido por Isabel la Católica y siendo su papel muy destacado. También participó en batallas contra el reino nazarí de Granada, abandonando la vida pública y retirándose a su señorío tras la Toma de Granada para dedicarse exclusivamente a la gobernación de su estado, propósito sólo roto por el breve tiempo que en 1499 se encargó de la Gobernación General de Castilla.
Se casó con Constanza Osorio de la que no tuvo descendencia y luego con María Álvarez de Toledo, una de las hijas del I Duque de Alba de Tormes (la cual María no debe confundirse con su sobrina, Maria de Toledo, esposa de Diego Colón), con la que tuvo cuatro hijos y de la cual también enviudó. Con este matrimonio la Casa de Feria enlazó con uno de los linajes más importantes de Castilla, la Casa de Alba de Tormes. La documentación presenta el final de su vida como un periodo amargo: viudo de nuevo y con la economía del condado por los suelos. Tanto él como sus dos mujeres están enterrados en el Monasterio de Santa María del Valle de Zafra.
Le sucedió su hijo Lorenzo III Suárez de Figueroa, III Conde de Feria.